# Archives de Botanique
Archives de Botanique, (abreviado Arch. Bot. (Paris)), foi uma revista com ilustrações e  descrições botânicas que foi editada pelo botânico francês, Jean Baptiste Antoine Guillemin. Foi publicada em 2 volumes no no de 1833.